# 鍾安住
鍾安住（英語：Most Rev. Thomas Chung An-zu；1952年8月7日—）是中華民國台灣籍天主教會總主教，出生於雲林縣崙背鄉，現任天主教臺北總主教及臺灣地區主教團副主席，兼領耶路撒冷聖墓騎士團騎士榮銜。其聖名為多瑪斯。

## 個人簡歷
鍾安住于1952年8月7日在台湾雲林縣崙背鄉岀生，1981年12月26日在台南教区成为神父。他於1986年获罗马亚丰索伦理学院（Accademia Alfonsiana）硕士，1996年获罗马宗座拉特朗大学伦理学博士。他曾任輔仁大學董事、台湾总修院院长、台南教区秘书长、澎湖地区主教代表、达义修院院长、台南德光女中总务主任及校牧、宜兰圣母医专及静修女中董事等职。2004年8月，辅仁大学征召其为校牧。2006年10月31日，教宗本笃十六世將他任命为台北輔理主教。2006年12月30日於輔仁大學中美堂晉牧。2008年1月24日，本笃十六世任命其為嘉義主教。2008年3月1日於雲林正心中學舉行就任典禮，由時任台北總主教鄭再發主禮。2020年5月23日，教宗方濟各任命其為台北總主教兼金馬宗座署理，接替榮休的洪山川總主教，並於同年7月18日就職。